# Jean Boudehen
Jean Boudehen (Petit-Couronne, Sena Marítimo, 11 de janeiro de 1939 — Vallon-Pont-d'Arc, Ardèche, 4 de setembro de 1982) foi um velocista francês na modalidade de canoagem.

## Carreira
Foi vencedor da medalha de prata em C-2 1000 m em Tóquio 1964, junto com o seu colega de equipa Michel Chapuis.